# Moulin Rouge (cabaret)
De Moulin Rouge (Frans voor "rode molen") is een cabarettheater in Parijs. Het gebouw ligt aan de Boulevard de Clichy in de rosse buurt van het quartier Pigalle, in het 18e arrondissement. De Moulin Rouge is ontworpen door de architecten Eduard Niermans en schilder en illustrator Adolphe-Léon Willette.
Het cabaret werd opgericht door de Catalaan Josep Oller en de opening vond plaats op 6 oktober 1889. Op het dak staat een grote rode imitatiewindmolen. De Moulin Rouge is een symbool van het bohemienleven. Hij trekt jaarlijks duizenden toeristen en is wereldwijd geïmiteerd. De vroege jaren van de Moulin Rouge werden gekenmerkt door extravagante shows, geïnspireerd door het circus. Sommige attracties uit die tijd zijn nog steeds bekend, zoals Pétomane (zie Joseph Pujol). Verder zijn er de cancanshows met sexy danseressen. 
Op 27 februari 1915 brandde de Moulin Rouge geheel af. De herbouw werd ondanks de Eerste Wereldoorlog in 1919 afgerond. Op 25 april 2024 vielen de wieken van de molen naar beneden.
Het cabaret was de inspiratie voor veel schilderijen van Henri de Toulouse-Lautrec en affiche-ontwerpen door onder anderen Jules Chéret. Veel boeken en films spelen zich af in en rond de nachtclub. Er kwamen diverse speelfilms uit met de titel Moulin Rouge: in 1934, in 1940 met Josephine Baker, in 1952 gebaseerd op een boek en Moulin Rouge! in 2001 met Ewan McGregor en Nicole Kidman in de hoofdrollen. Een replica van de Moulin Rouge is te zien in het Carnaval Festival in de Efteling bij het gedeelte Frankrijk.

## Geschiedenis

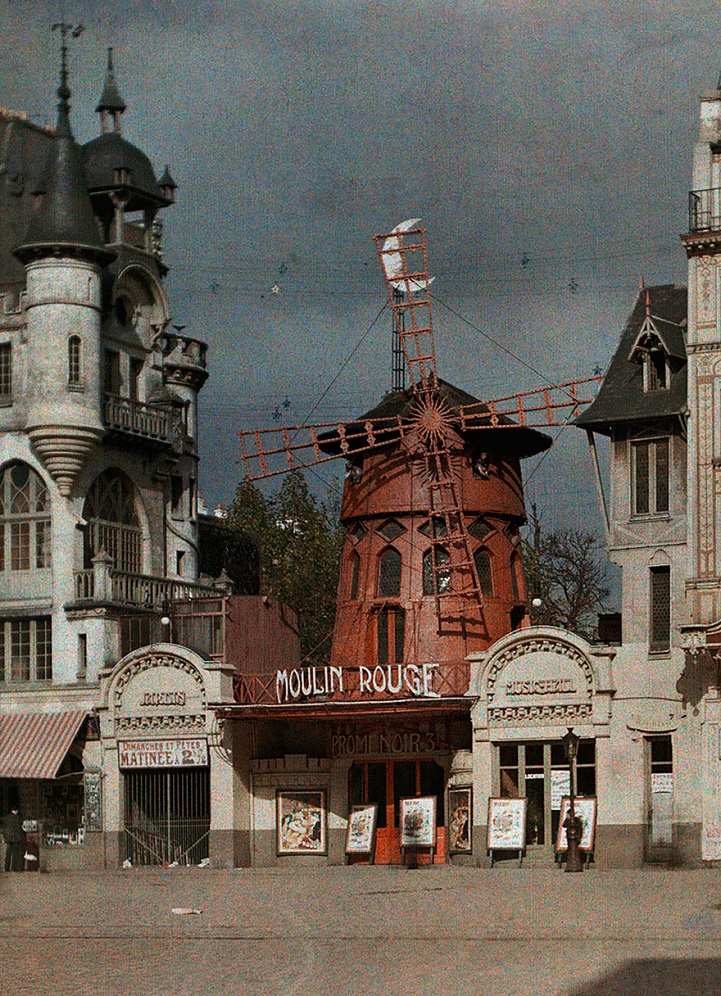
De Moulin Rouge in 1914, vóór de brand

### Ontstaan en vroeg succes
De Belle époque was een periode van vrede en optimisme die gekenmerkt werd door industriële vooruitgang. Een bijzonder rijke culturele uitbundigheid ging gepaard met de opening van de Moulin Rouge. De Wereldtentoonstellingen van 1889 en 1900 staan symbool voor deze periode. De Eiffeltoren werd eveneens in 1889 gebouwd en belichaamt de geest van de vooruitgang samen met het cabaret. Het japonisme, een artistieke beweging geïnspireerd door de Oriënt, met Henri de Toulouse-Lautrec als zijn meest briljante vertegenwoordiger, was ook op zijn hoogtepunt. Montmartre, in het hart van een steeds uitgestrekter en onpersoonlijker Parijs een landelijke dorpssfeer behield. Feesten en kunstenaars vermengden zich, met plezier en schoonheid als waarden. Op 6 oktober 1889 werd de Moulin Rouge geopend in de Jardin de Paris, aan de voet van de heuvel van Montmartre. De schepper Joseph Oller en zijn manager Charles Zidler waren geduchte zakenlieden die de smaak van het publiek begrepen. Het doel was de zeer rijken te laten komen in een mondaine wijk, Montmartre. Het extravagante decor - de tuin was versierd met een gigantische olifant - liet mensen van alle rangen en standen toe zich onder elkaar te mengen. Arbeiders, bewoners van de Place Blanche, kunstenaars, middenstanders, zakenlieden, elegante vrouwen en buitenlanders die door Parijs trokken, kwamen er samen.
Het cabaret, dat de bijnaam "Het eerste vrouwenpaleis" kreeg van Oller en Zidler, werd al snel een groot succes, door de volgende oorzaken:
- een revolutionaire architectuur voor de theaterzaal die snelle veranderingen in het decor mogelijk maakte en waar iedereen elkaar kon ontmoeten;
- feestelijke champagne-avonden waar gedanst en vermaakt werd dankzij amusante acts die regelmatig veranderden, zoals de Pétomane;
- een nieuwe dans geïnspireerd op de quadrille die steeds populairder wordt: de cancan, gedanst op een razend ritme door dansers in zinnenprikkelende kostuums; De bekendste Franse cancan, van Jacques Offenbach, wordt vanaf 1889 veelvuldig hier opgevoerd.[2][3]
- beroemde dansers die de geschiedenis zich nog herinnert: La Goulue, Jane Avril, La Môme Fromage, Grille d'Egout, Nini Pattes en l'Air, Yvette Guilbert, Valentin le Désossé en de clown Cha-U-Kao;
- een plaats die geliefd is bij kunstenaars, onder wie Toulouse-Lautrec, wiens affiches en schilderijen een snelle en internationale bekendheid hebben verworven voor de Moulin Rouge.

### Grootste momenten
- De beginjaren van de Moulin Rouge worden gekenmerkt door extravagante voorstellingen, geïnspireerd op het circus, en attracties die nog steeds beroemd zijn, zoals Pétomane. Elke dag worden er om 22.00 uur concertdansen georganiseerd.
- 1886–1910: Footit en Chocolat, een komische act van een witte, autoritaire clown en een zwarte, lankmoedige Auguste, zijn erg populair en staan vaak op de affiche van Moulin Rouge.
- 19 april 1890: 1ste recensie, Circassiens et Circassiennes.
- 26 oktober 1890: de Prins van Wales, de toekomstige Edward VII, die tijdens een privébezoek aan Parijs een tafel reserveerde om de quadrille te zien waarvan de reputatie reeds het Kanaal was overgestoken. Hij herkende La Goulue met haar been in de lucht en haar hoofd in haar rokken, en riep spontaan "Hé, Wales, de champagne staat op je!".
- 1891: La Goulue: Toulouse-Lautrecs eerste poster voor de Moulin Rouge.
- 1893: Le Bal des Quat'z'Arts veroorzaakte een schandaal met zijn optocht van een naakte Cleopatra omringd door jonge naakte vrouwen..
- 12 november 1897: De Moulin Rouge sloot voor het eerst de deuren voor de begrafenis van manager en medeoprichter Charles Zidler. Yvette Guilbert brengt hem een eerbetoon door te zeggen: "Je hebt het talent om een populair plezier te creëren, in de fijnste zin van het woord, om menigten te vermaken met subtiliteit, volgens de status van de te vermaken personen".
- 1900: bezoekers uit de hele wereld, aangetrokken door de Wereldtentoonstelling, komen naar de "Moulin Rouch". Dit gaf Parijs een reputatie als een stad van decadent plezier. In veel andere landen ontstonden imitaties van "Moulin Rouges" en "Montmartres".

### Operette en grote shows
- Januari 1903: de Moulin Rouge wordt heropend na renovatie en verbetering door Édouard Niermans, de meest "Parijse" architect van de Belle époque Époque (hij ontwierp onder meer de brasserie Mollard, het Casino de Paris, de Folies Bergère (Parijs), het Palace Hôtel in Oostende in België, de heropbouw van het Hôtel du Palais in Biarritz en de creatie van het Hotel Negresco op de Promenade des Anglais in Nice). Eerste aperitiefconcert, waar de elite van de mondaine wereld samenkomt voor een diner en een show in een omgeving die mooier en comfortabeler is dan alle andere die elders bestond.
- Tot aan de Eerste Wereldoorlog werd de Moulin Rouge een echte operettetempel. Verdere succesvolle shows volgen: Voluptata, La Feuille de Vigne, le Rêve d'Egypte, Tais-toi tu m'affoles en vele andere, elk met een meer suggestieve titel dan de vorige.
- 3 januari 1907: tijdens de pantomime Le Rêve d'Egypte wisselde Colette kusjes uit die haar banden met de hertogin van Morny lieten zien. De show werd schandalig geacht en werd verboden.
- 29 juli 1907: eerste optreden van Mistinguett op het podium van de Moulin Rouge in de Revue de la Femme. Haar talent was meteen duidelijk. Het jaar daarop had ze een groot succes met Max Dearly in la Valse chaloupée. Mistinguett werd geboren in armoede en had een ontegensprekelijk snelle geestdrift. Ze wilde haar eigen leven opbouwen en zei: "de arme buitenwijken, het is niet genoeg om er alleen maar uit te willen. Ik had een talent: het leven. Al de rest moet nog gedaan worden, om over na te denken. Ik kon het me niet veroorloven om alleen maar een mooi dier te zijn, ik moest aan alles denken". Een ongeëvenaarde zakenvrouw, die eerst goed luisterde en daarna geboeid raakte. Ze leefde volledig voor haar kunst, en toerde door Europa en de Verenigde Staten.
- 9 april 1910: Een oud-hofdame van keizerin Eugénie woont een voorstelling van de Revue Amoureuse in de Moulin Rouge bij. Ze is zo betoverd door de trouwe herschepping van de ceremonie voor de terugkeer van de troepen uit Italië dat ze zich er niet van kan weerhouden te roepen: "Leve de Keizerin!"
- 27 februari 1915: de Moulin Rouge wordt door het vuur verwoest.
- 1921: De herbouwde Moulin Rouge wordt heropend.

### Mistinguett-jaren
- Na de Eerste Wereldoorlog nam Francis Salabert de leiding over de Moulin Rouge op zich. Als zakenman en niet zozeer als showman gaf hij Jacques-Charles, de leidende impresario van die tijd, de opdracht om het cabaret nieuw leven in te blazen. De Moulin Rouge ging weer van start, dankzij sterren als Mistinguett, Jeanne Aubert en Maurice Chevalier, en gaf de eerste show in Parijs van Amerikaanse revues met de Hoffmann Girls.
- In 1923 stelde componist en dirigent Raphaël Beretta, die de leiding had over de Folies Bergères, de Olympia en het Casino de Paris, voor de muziekhal van de Moulin Rouge in een groot gebouw te herbouwen. De molen steeg in het midden van de gevel, ondersteund door een rond gedeelte dat bovenaan versierd is met ovale dakkapellen.
- Gesmar, 20 jaar oud, werd decorontwerper. Zijn tekeningen en modellen zullen altijd in verband worden gebracht met het beeld van de Moulin Rouge.
- Jacques-Charles en Mistinguett waren de initiatiefnemers van La Revue Mistinguett (1925), Ça c'est Paris (1926) en Paris qui tourne (1928)
- Een incident deed zich voor tijdens de show van 1927 toen vrouwelijke dansers bedoeld waren om uit reusachtige meerlagige taarten te knallen die bedekt waren met echt glazuur. Toen de meisjes naar het podium afdaalden, werden de zolen van hun hoge hakken in taartcrème gedompeld, wat extreem glad bleek te zijn en ervoor zorgde dat ze voortdurend uitgleden en op het podium vielen, waardoor de hele show verknoeid werd.
- In de Moulin Rouge creëerde Mistinguett vele liederen die populair zijn gebleven, waaronder Valencia, Ça c'est Paris, beide van José Padilla Sánchez, Il m'a vue nue, On m' suit, La, Java de Doudoune, de laatste met Jean Gabin.

### Na Mistinguett
- 1929: Mistinguett trekt zich terug van het podium en verlaat de Moulin Rouge.
- Na haar vertrek wordt de balzaal omgetoverd tot de meest ultramoderne nachtclub van die tijd.
- Juni - augustus 1929: de revue Lew Leslie's Blackbirds, met in de hoofdrol jazzzangeres en Broadway-ster Adelaide Hall, met een troep van honderd zwarte artiesten onder begeleiding van het Jazz Plantation Orchestra, opent in de Moulin Rouge en wordt de hit van het seizoen.
- 1937: de Cotton Club, een rage in New York, wordt opgevoerd in de Moulin Rouge; ook Ray Ventura et ses Collégiens verschijnen.
- 1939-1945: In de Tweede Wereldoorlog gingen de shows door tijdens de Duitse bezetting. De Guide aryien rekende de Moulin Rouge tot de verplichte bezoeken in Parijs. De beroemde toneelvoorstellingen worden voortgezet voor de bezettingstroepen, die in verschillende autobiografieën van Duitse officieren, onder wie Ernst Jünger en Gerhard Heller, worden genoemd. De Duitsers gebruikten het motto "Jeder einmal in Parijs" (iedereen die ooit in Parijs was) om zijn troepen 'recreatieve bezoeken' te bezorgen. De intensieve prostitutie tijdens de bezetting maakte plaats voor de Loi de Marthe Richard (1946), die de bordelen sloot en de toneelvoorstellingen reduceerde tot dansevenementen.
- * 1944: enkele dagen na de bevrijding van Parijs treedt Édith Piaf, die tijdens de Tweede Wereldoorlog regelmatig op bijeenkomsten van de Duitse strijdkrachten had opgetreden en door velen als verraadster werd beschouwd, opnieuw op in de Moulin Rouge, samen met Yves Montand, een nieuwkomer die werd uitgekozen om met haar te verschijnen.

### Vernieuwing
- 22 juni 1951: Georges "Jo" France, oprichter van de Balajo in de Rue de Lappe neemt de Moulin Rouge over en begint met grote renovatiewerkzaamheden. Hij geeft drie architecten, Pierre Devinoy, Bernard de la Tour d'Auvergne en Marion Tournon-Branly de opdracht het nieuwe auditorium te verbeteren en in te richten. Het decor dat Jo France voor ogen had en dat grotendeels gerealiseerd werd door Henri Mahé, een van de meest modieuze ontwerpers van het moment, is nog steeds aanwezig.
- De avonddansen, de acts en de beroemde Franse cancan zijn terug in de Moulin Rouge.
- 19 mei 1953: de 25e "Bal des Petits Lits Blancs", georganiseerd door de romanschrijver Guy des Cars, vindt plaats in de Moulin Rouge in aanwezigheid van de Franse president Vincent Auriol en omvat, voor het eerst op een Europees podium, Bing Crosby. De avond trekt 1.200 artiesten en sterren uit de hele wereld aan, onder wie Josephine Baker die J'ai deux amours zingt.
- Tussen 1951 en 1960 verschijnt een opeenvolging van beroemde artiesten: Luis Mariano, Charles Trenet, Charles Aznavour, Line Renaud, Bourvil, Fernand Raynaud, Lena Horne.
- 1955: Jo France draagt de Moulin Rouge over aan de broers Joseph en Louis Clérico, die al eigenaar zijn van het Lido. Jean Bauchet wordt directeur. De beroemde Franse cancan wordt uitgevoerd, in een choreografie van Ruggero Angeletti.
- 1957: Doris Haug creëert de "Doriss Girls"-troep in de Moulin Rouge. Begonnen met vier meisjes, groeit de troep uiteindelijk uit tot zestig.
- 1959: De Moulin Rouge wordt getransformeerd met nieuwe keukens.
- 1960: De Revue Japonaise, volledig samengesteld uit Japanse kunstenaars, lanceert de kabuki in Montmartre.

### 1962-1988
- 1962: Jacki Clérico, zoon van Joseph Clérico, neemt de Moulin Rouge in handen. Het is het begin van een nieuw tijdperk: Uitbreiding van het auditorium, installatie van een gigantisch aquarium, en het eerste waterballet.
- 1962: Revue Cancan, bedacht door Doris Haug en Ruggero Angeletti.
- Sinds 1963 en het succes van de Frou-Frou revue kiest Jacki Clérico uit bijgeloof alleen revuetitels die beginnen met de letter F. Uiteraard wordt de beroemde Franse cancan bij elke revue uitgevoerd.
  - 1963–1965 : Frou-Frou
  - 1965–1967 : Frisson
  - 1967–1970 : Fascination
  - 1970–1973 : Fantastic
  - 1973–1976 : Festival
  - 1976–1978 : Follement
  - 1978–1983 : Frénésie
  - 1983–1988 : Femmes, femmes, femmes
  - 1988–1999 : Formidable
  - Sinds 1999: Féerie
- 7 september 1979: de Moulin Rouge, opnieuw het centrum van het Parijse nachtleven, viert zijn 90e verjaardag. Op het podium, voor het eerst in Parijs, wordt Ginger Rogers omringd door verschillende sterren, onder wie Thierry Le Luron, Dalida, Charles Aznavour, Jean-Claude Brialy, George Chakiris, Village People, Zizi Jeanmaire.
- 23 november 1981: de Moulin Rouge sluit voor één avond om aan de Britse koningin Elizabeth II de show te presenteren.
- 4 februari 1982: eenmalige show met Liza Minnelli.
- 3 juli 1984: gala met Dean Martin.
- 25 september 1984: gala met Frank Sinatra.
- 1 december 1986: de beroemdste klassieke danser van dat moment Mikhail Baryshnikov maakt een origineel ballet van Maurice Béjart in de Moulin Rouge.
- 20 februari 1988: hoewel het oorspronkelijke gebouw in 1915 was afgebrand, wordt de Moulin Rouge 100 jaar oud. De première van de revue Formidable is een Royal Variety Performance in Paris, een prestigieus officieel evenement in Groot-Brittannië dat elk jaar in Londen wordt bijgewoond door een lid van de Koninklijke familie. Voor de tweede keer vond de show plaats in Frankrijk, in de Moulin Rouge, voorgezeten in 1983 door prinses Anne. Op 20 februari 1988 is prins Edward de eregast.

### Vanaf 1989
- Voorjaar 1989: eenmalig optreden van de Moulin Rouge in Londen voor de prins en prinses van Wales.
- 6 oktober 1989: Honderdjarig gala met Charles Aznavour, Lauren Bacall, Ray Charles, Tony Curtis, Ella Fitzgerald, Gipsy Kings, Margaux Hemingway, Barbara Hendricks, Dorothy Lamour, Jerry Lewis, Jane Russell, Charles Trénet en Esther Williams.
- 1994: Cartier-gala ter ondersteuning van de Artists' Foundation tegen AIDS met een privé-concert van Elton John.
- 1995: Lancôme-gala - lancering van het parfum "Poème" met Juliette Binoche. Privé-concert met Charles Aznavour en Jessye Norman.
- 14 november 1999: laatste vertoning van de Centenary revue Formidable, gezien door meer dan 4,5 miljoen toeschouwers tussen 1988 en 1999.
- 23 december 1999: eerste vertoning van de nieuwe revue Féerie'.'
- 24 mei 2008: solodanser Aleksandar Josipović was ceremoniemeester op het 53e Eurovisie Songfestival.
- Februari 2009: voor het Jaar van Frankrijk in Brazilië, en in het kader van het Carnaval van Rio, wordt de Moulin Rouge geproduceerd op het strand van Copacabana.
- 13 januari 2013: Moulin Rouge eigenaar Jacki Clérico sterft.
- 10 augustus 2014: Mistress du ballet Moulin Rouge sinds 1957, oprichter van de Doriss meisjes (Doris Haug) sterft.
- 6 oktober 2014: Moulin Rouge viert de 125ste verjaardag.
- 25 april 2024: De wieken van de molen op het dak van het gebouw breken af. Er vallen geen gewonden.

## Films
- Moulin Rouge Dancers 1&2 (1898) – USA – film zonder klank over de Moulin Rouge
- Queen of the Moulin Rouge (1922), geregisseerd door  Ray C. Smallwood and Peter Milne – USA – film zonder klank over de Moulin Rouge
- Le Fantôme du Moulin Rouge (1925), geregisseerd door René Clair – met Sandra Milowanoff en Georges Voltier
- Moulin Rouge (1928), geregisseerd door  Ewald André Dupont – met Olga Tschechowa, Eve Gray en Jean Bradin
- Moulin Rouge of L'étoile du Moulin Rouge (1934), geregisseerd door Sidney Lanfield – met Constance Bennett – USA
- La Chaste Suzanne (1937/1938), geregisseerd door André Berthomieu – met Raimu en Henri Garat
- La P'tite femme du Moulin Rouge (1945), geregisseerd door Benito Perojo – met Alberto Bello, Héctor Calcaño, Homero Cárpena en Tilda Thamar
- Moulin Rouge (1952), geregisseerd door John Huston- met José Ferrer, Suzanne Flon en Zsa Zsa Gabor
- French Cancan (1955), geregisseerd door Jean Renoir – met Jean Gabin, Françoise Arnoul, María Félix, Jean-Roger Caussimon, Gianni Esposito, Philippe Clay en  Michel Piccoli
- A Night at the Moulin Rouge (1957), geregisseerd door Jean-Claude Roy – met Tilda Thamar, Noël Roquevert, Armand Bernard en Jean Tissier
- La Chaste Suzanne (1963), geregisseerd door Luis César Amadori – met Armand Mestral, Noël Roquevert en Frédéric Duvallès – Spanje/Frankrijk
- Moulin Rouge! (2001), geregisseerd door Baz Luhrmann, met Ewan McGregor, Nicole Kidman, John Leguizamo, Jim Broadbent, and Richard Roxburgh

## Documentaires
- Quadrille dansé par les étoiles du Moulin-Rouge 1,2&3 (1899–1902), Frankrijk – geproduceerd door Pathé (3 episodes of 20 min)
- An Evening at the Moulin Rouge (1981), gerealiseerd door David Niles, geproduceerd door HBO (length : 60 min)
- Les Dessous du Moulin Rouge (2000), gerealiseerd door Nils Tavernier, geproduceerd door Little Bear (length : 52 min)
- Coulisses d'une revue, le Moulin Rouge (2001), directie door Philippe Pouchain en Yves Riou (length : 60 min)
- Moulin Rouge Forever (2002), directie door Philippe Pouchain en Yves Riou (length: 55 min)
- Moulin Rouge : la restauration en Une vie de passion au Moulin Rouge. twee documentaires beschikbaar met Moulin Rouge film van John Huston.
- Au cœur du Moulin Rouge (At the heart of Moulin Rouge) (2012), directie door Marie Vabre, geproduceerd door 3e Œil Productions (90 min).

## Boeken

### Geïllustreerde boeken
- The Moulin Rouge (1989), door Jacques Pessis en Jacques Crépineau – Publicatie: St Martins
- The Moulin Rouge (2002), door Jacques Pessis en Jacques Crépineau – Publicatie: Le Cherche-Midi
- Moulin Rouge, Paris (2002), door Christophe Mirambeau – Publicatie: Assouline
- Flipbook Moulin Rouge Paris France 23h18, Parijs (2003), door Jean-Luc Planche – Publicatie: Youpeka

### Boeken over de Moulin Rouge en zijn personages
- Moulin Rouge, a novel based on the life of Henri de Toulouse-Lautrec (1950), door Pierre La Mure – Publicatie: Random House
- Jane Avril of the Moulin Rouge (1954), door Jose Shercliff – Publicatie : Macrae Smith Co
- Le Pétomane 1857–1945 een tribuut voor een unieke scène die de Moulin-Rouge choqueerde en aan diggelen sloeg (1967), doorJean Nohain en François Caradec – Publicatie : Souvenir Press
- Toulouse-Lautrec : The Moulin Rouge And The City Of Light, Paris (2003), door Robert Burleigh – Publicatie: Harry N. Abrams

## Erfenis

### Bedrijven
De Moulin Rouge in Parijs was een bron van inspiratie:
- Moulin Rouge Hotel in Las Vegas, Nevada
- De naaktrevues in het Windmill Theatre, gemaakt door Laura Henderson en Vivian Van Damm

### Film
- A Night at the Moulin Rouge (1951) is een film (ook bekend onder de naam Ding Dong!) vanburlesque-acts van de Moulin Rouge club in Oakland, California
- De film French Cancan (1955), directie door Jean Renoir, is een gefingeerde geschiedenis van de Moulin Rouge.

### Muziek
- De muziekvideo "Lady Marmalade" cover act door Christina Aguilera, Pink, Lil' Kim, en Mýa was een replica van de set van de Moulin Rouge
- Prince en zijn concertfilm Sign o' the Times (1987) hadden de Moulin Rouge als onderdeel van zijn filmzaal en zijn rekwisieten
- De tweede videoclip voor een liedje van The Killers :  "Mr. Brightside" speelde zich af in de Moulin Rouge

### Toneel
- De musical uit 2018 Moulin Rouge! is een aanpassing van de Baz Luhrmann film uit 2001

### In de wereld

De Moulin Rouge
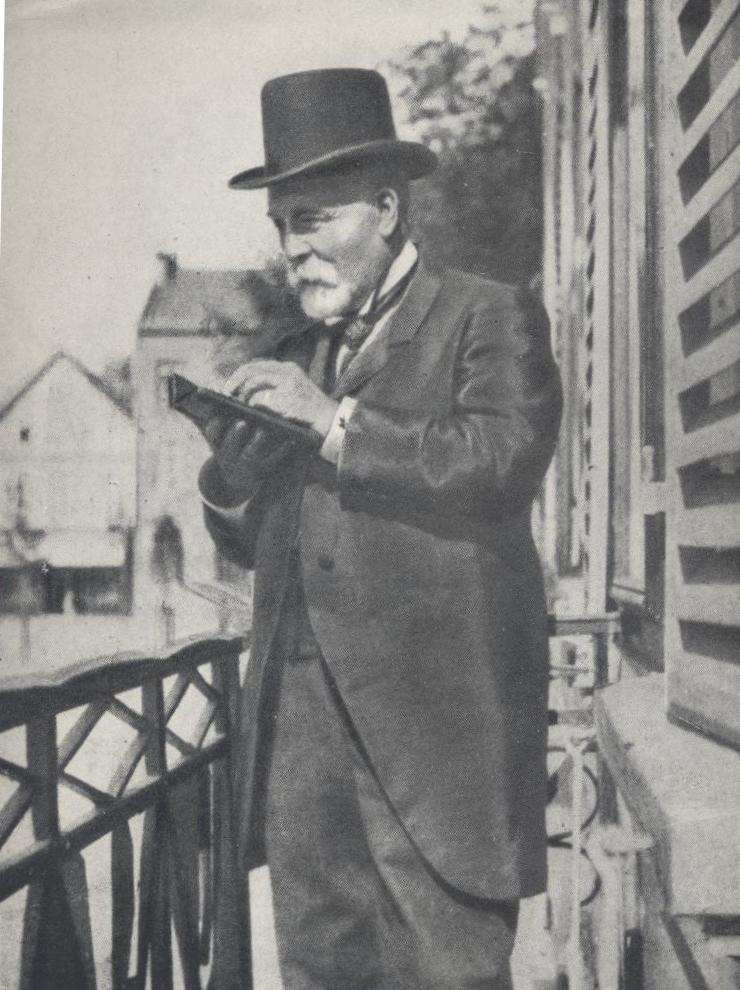
De Moulin Rouge in Las Vegas was zeer geïnspireerd door het beroemde Parijse cabaret.
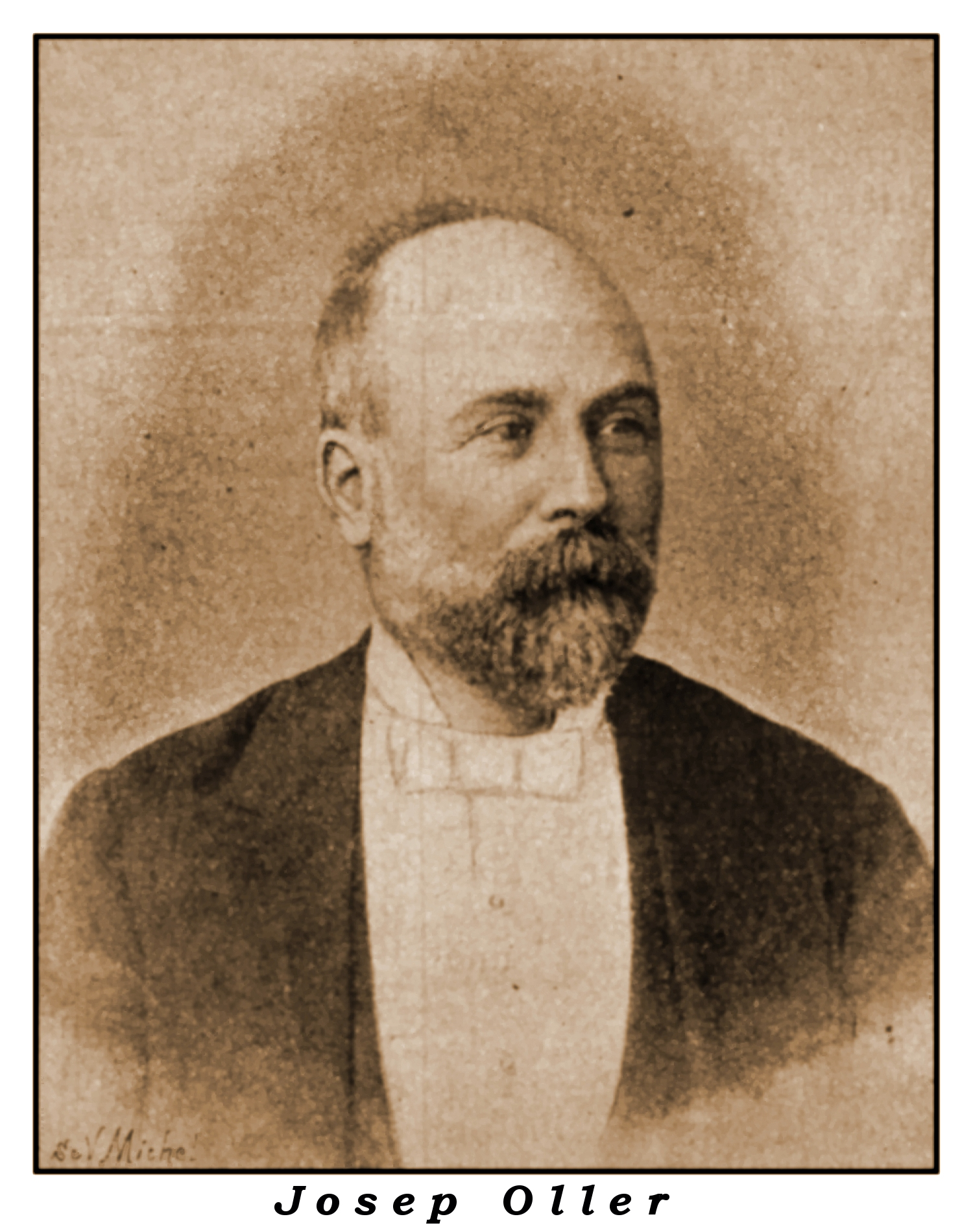
Josep Oller le journal 1885
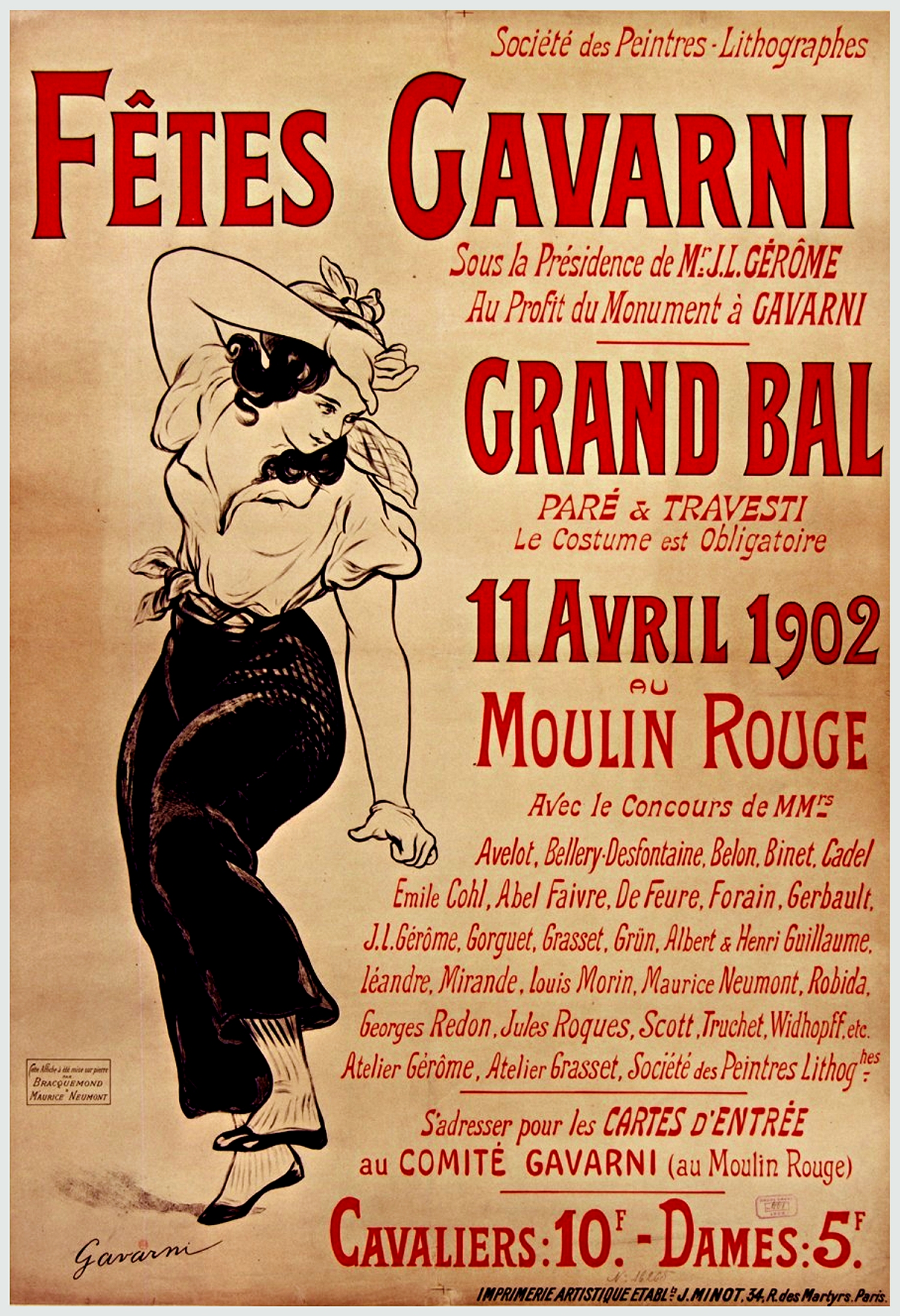
Voor St. Patrick's Day 2011 heeft de Moulin Rouge zijn rode verlichting verwisseld voor de Ierse tijd, allemaal in het groen.
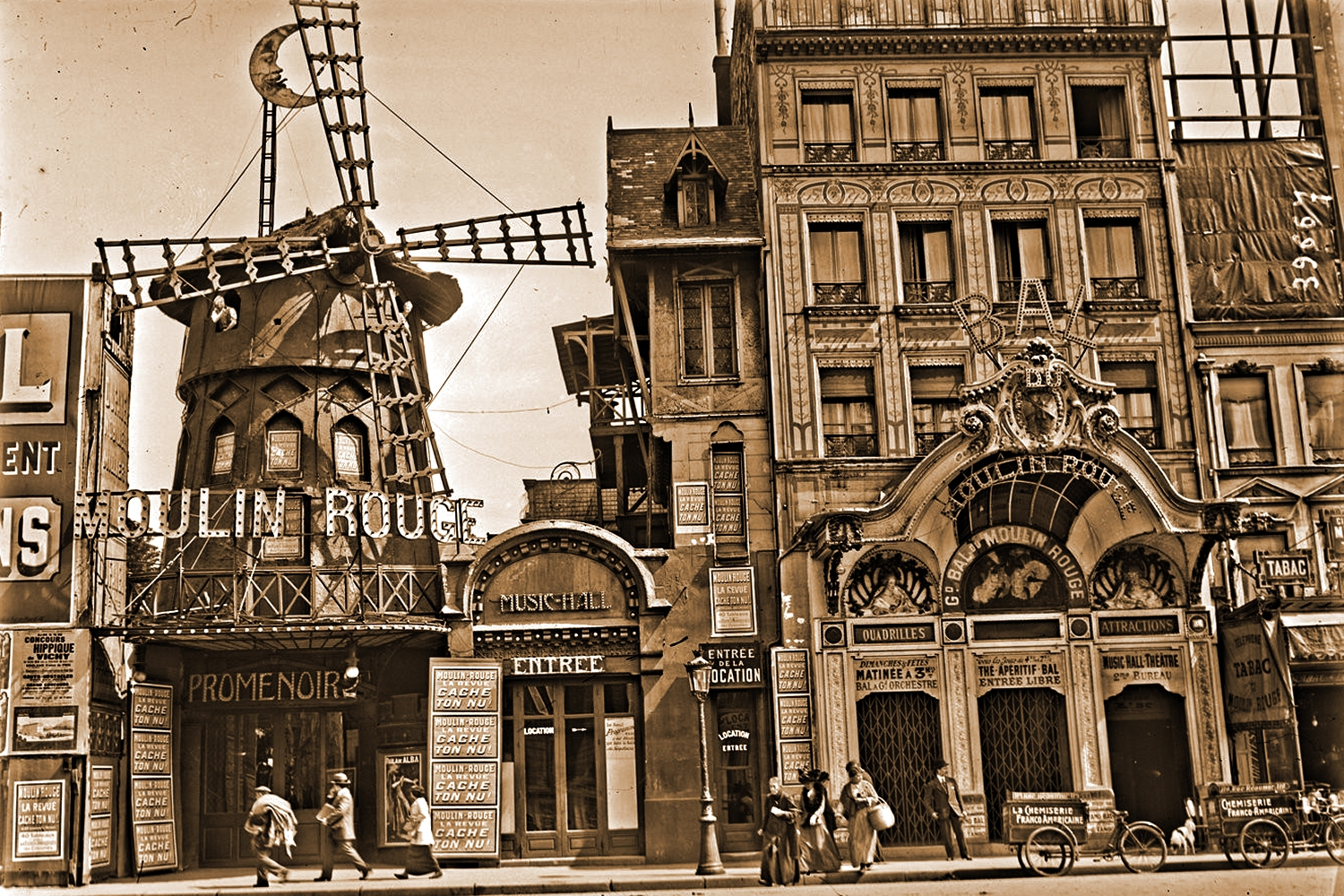
In 2016 tekende Michael Mack, directeur van het Duitse recreatiepark Europa-Park, een contract met de eigenaren van de Moulin-Rouge om een replica van het cabaret te maken. Deze is geïntegreerd in Eurosat - CanCan Coaster, een overdekte achtbaan in het pretpark in de Franse wijk. De inhuldiging, gepland voor 14 juli 2018, de Franse nationale feestdag, vindt uiteindelijk plaats op 12 september 2018, voor een opening voor het publiek de volgende dag.
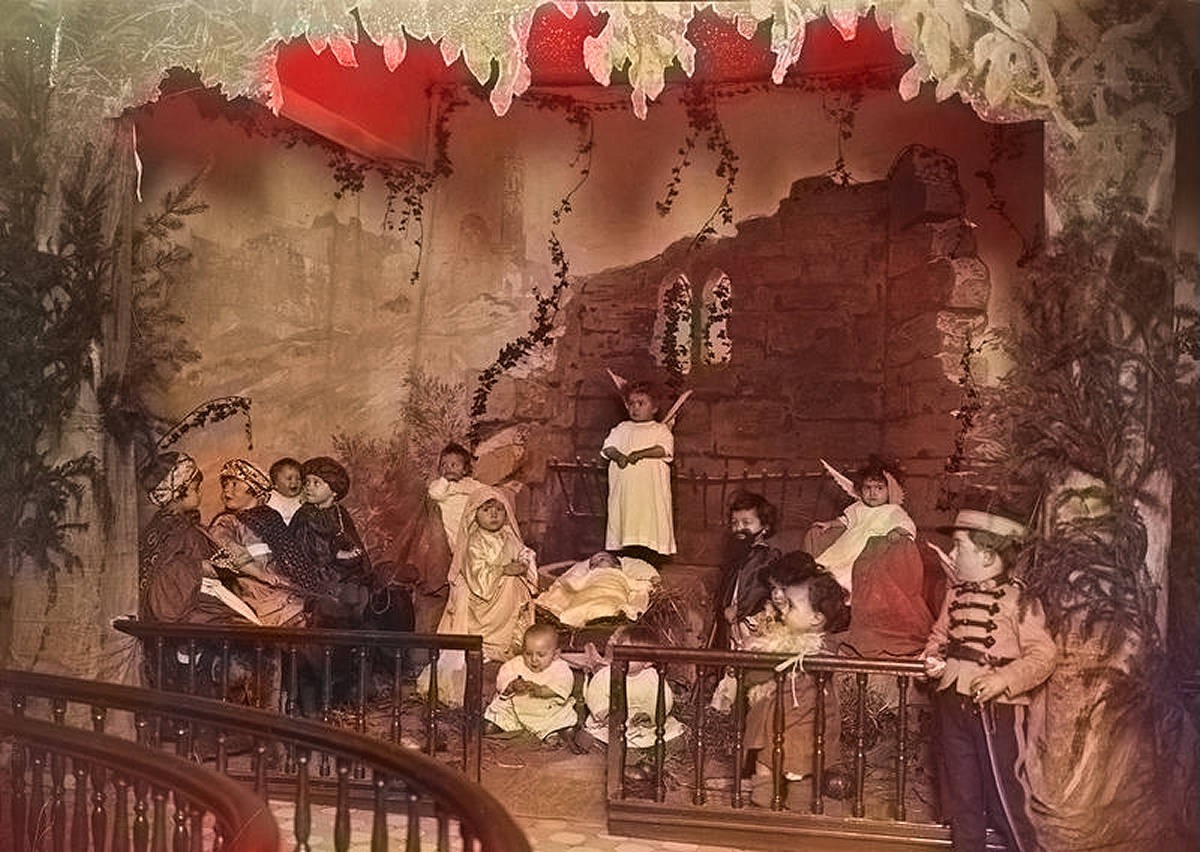
Kerststal door en voor de kinderen van de medewerkers (1905)
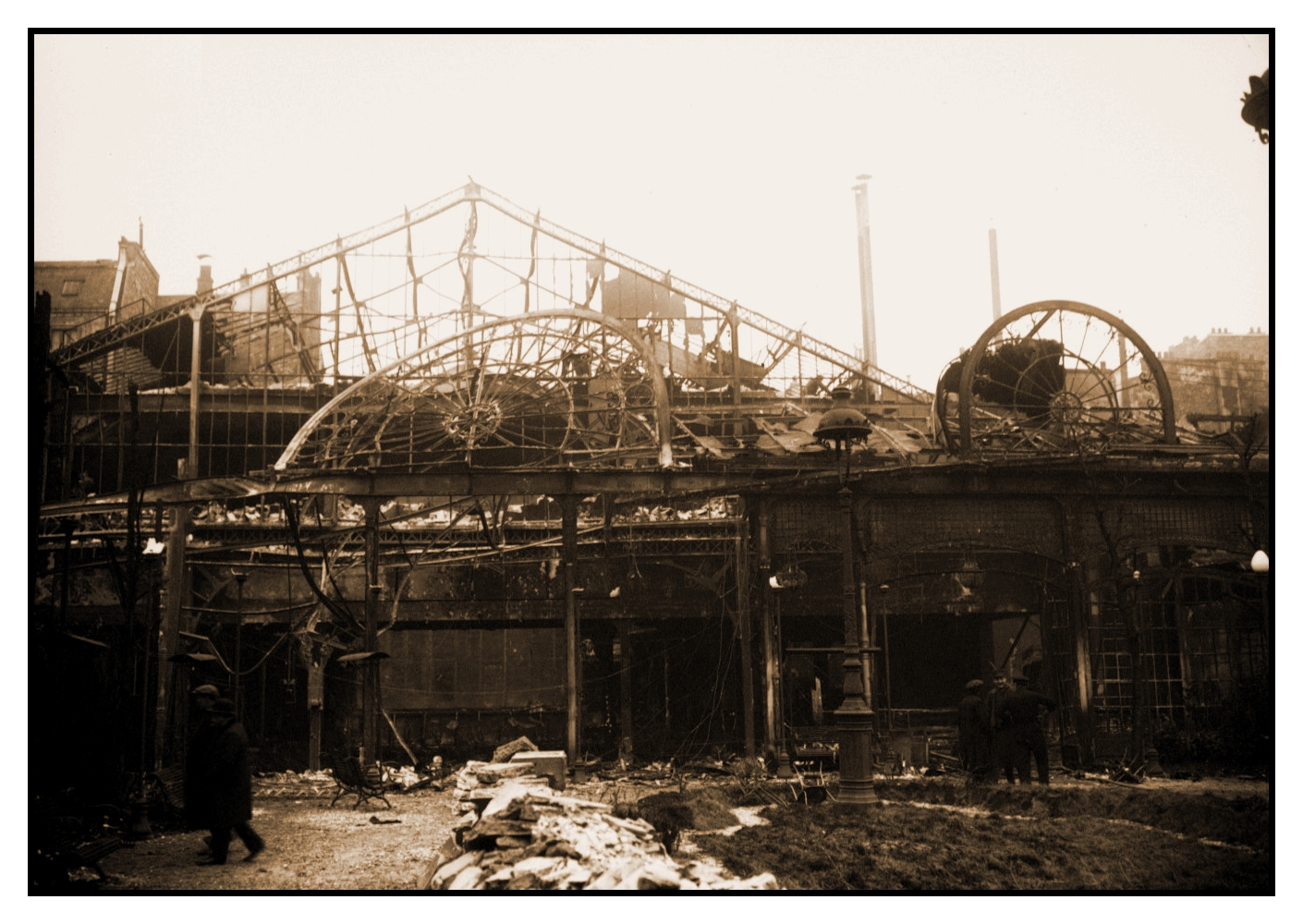
Moulin Rouge na de brand van 1915
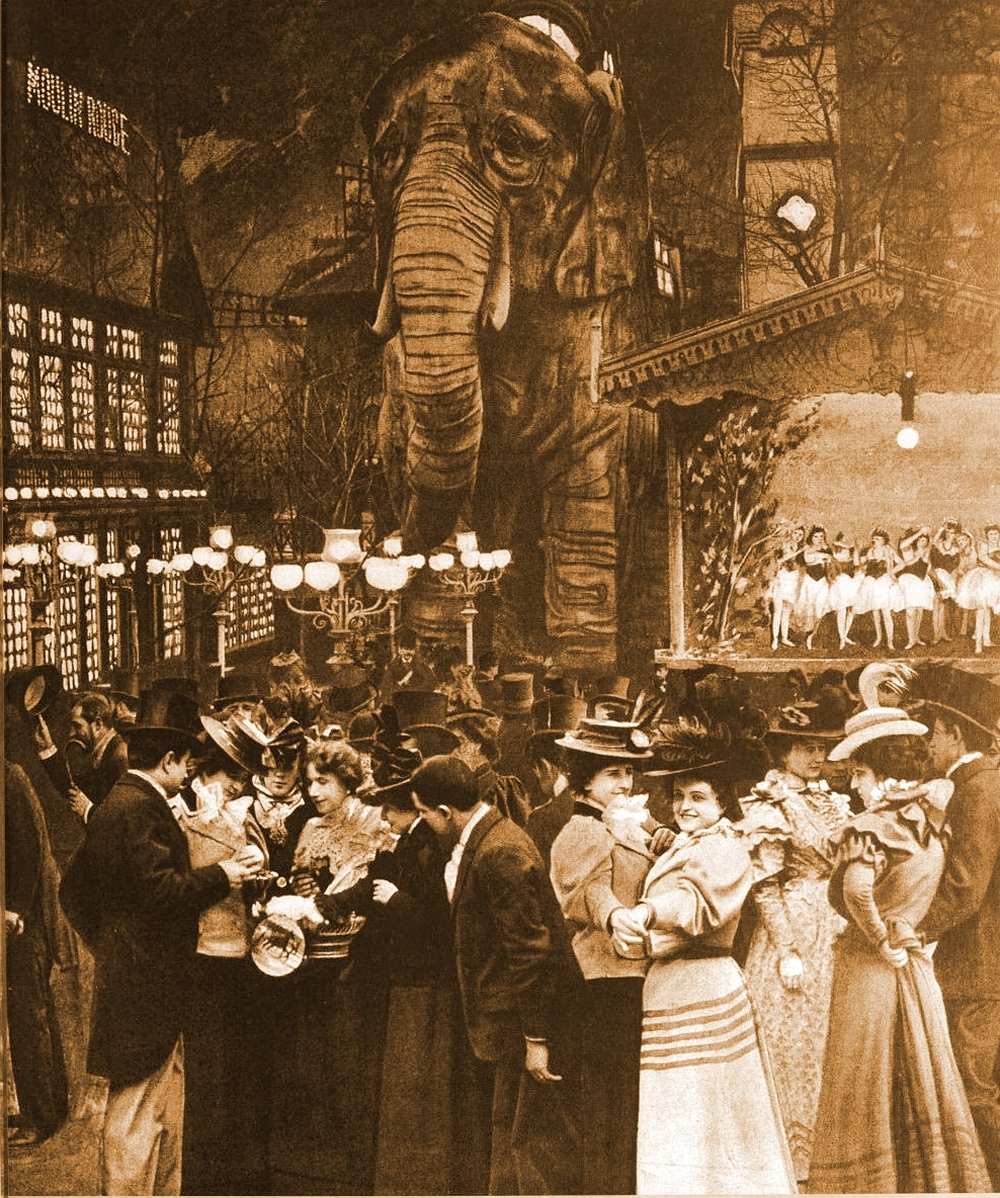
Feest voor de Moulin Rouge 1927
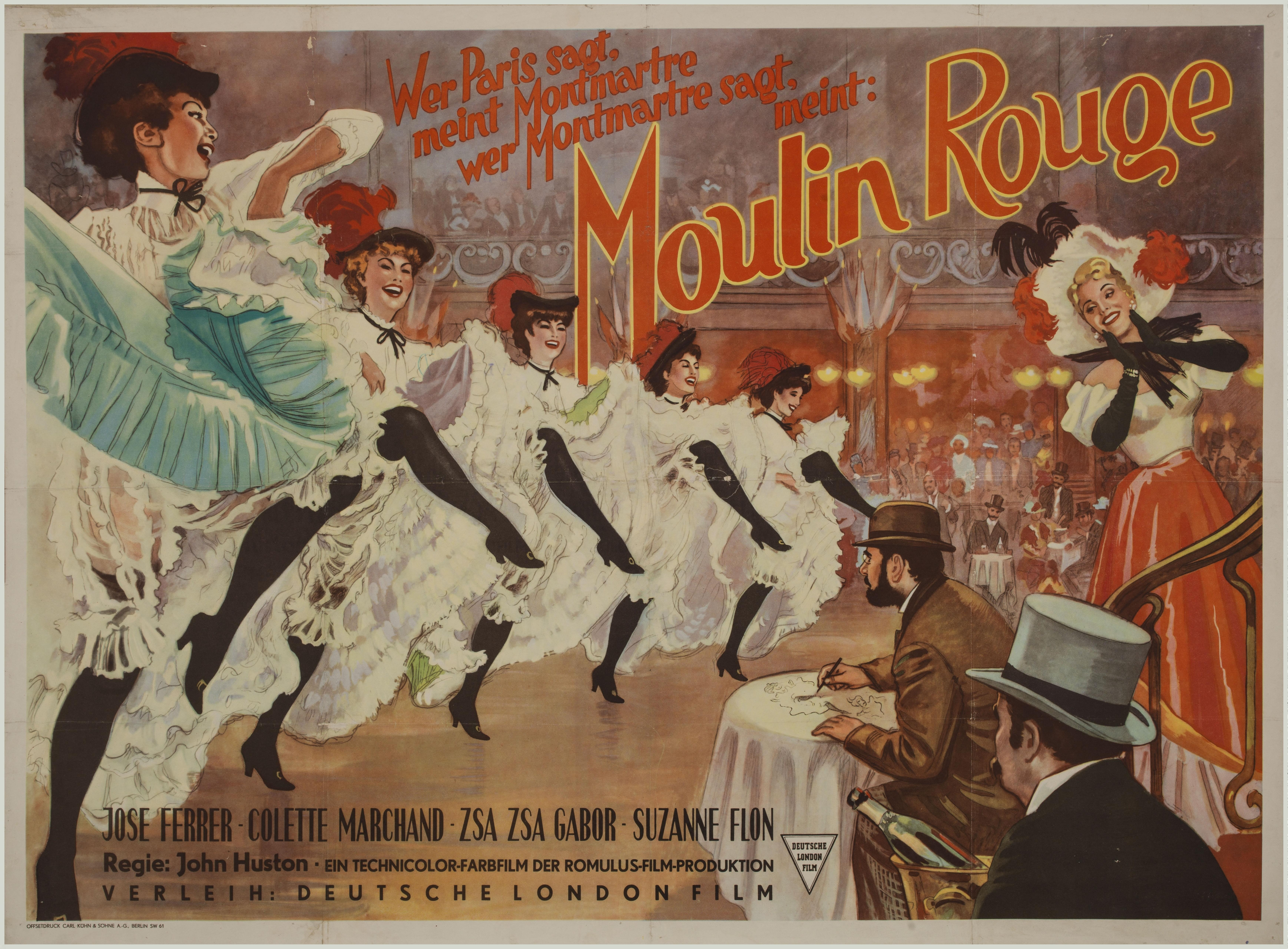
Moulin Rouge 1954 Moulin Rouge (film van John Huston) (affiche)

## Record
De Moulin Rouge is een van de grootste champagneklanten ter wereld, met ongeveer 240.000 flessen per jaar genoemd tussen 2009 en 2014 en vervolgens 360.000 flessen per jaar genoemd in 2015.
De groep Moulin Rouge, het Parijse cabaret van de Franse cancan, heeft zes wereldrecords gevestigd, waaronder het hoogste aantal beenliften.

## Zie ook

De vedettes uit de Belle-Epoque
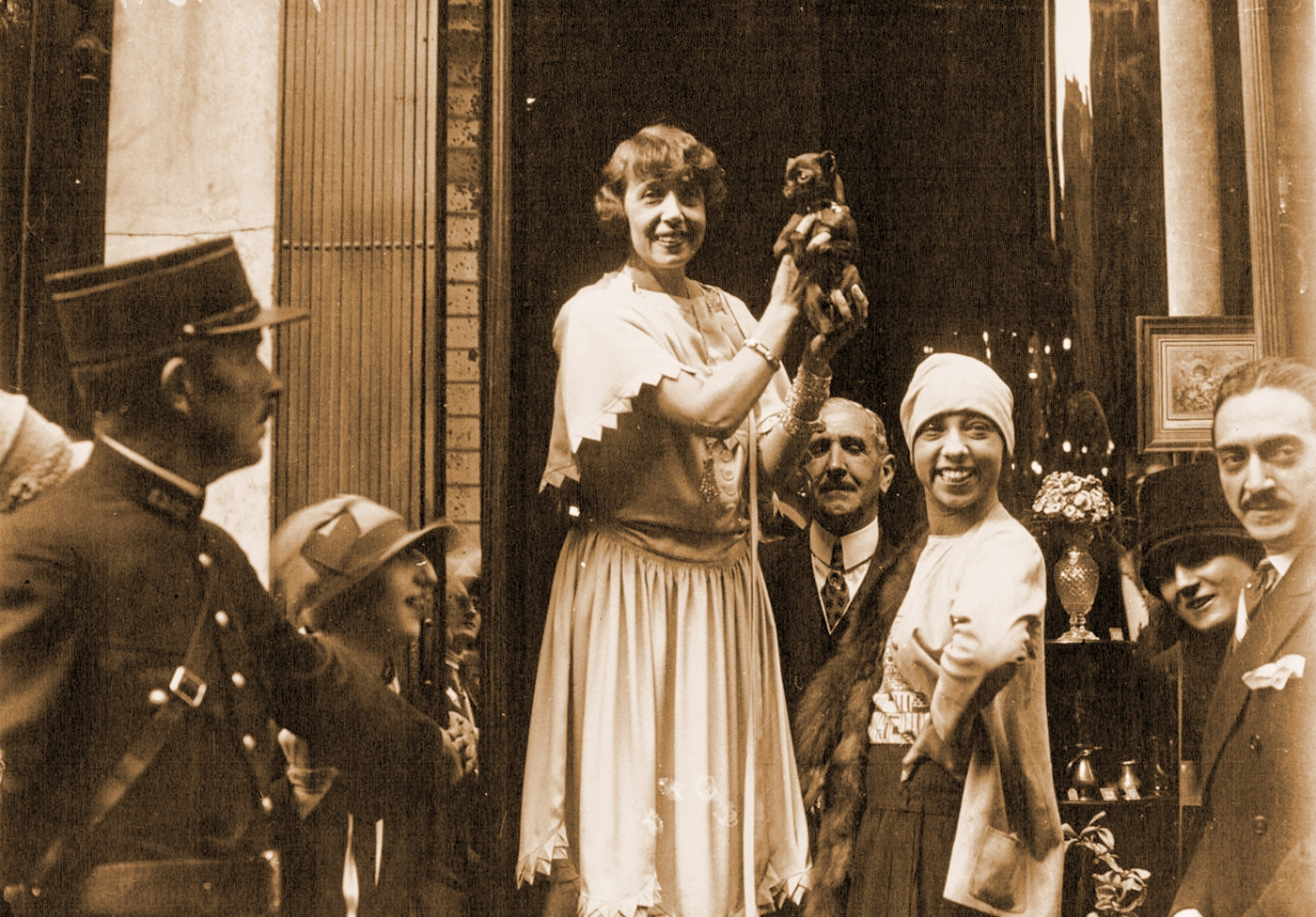
Mistinguett en Joséphine Baker 1905
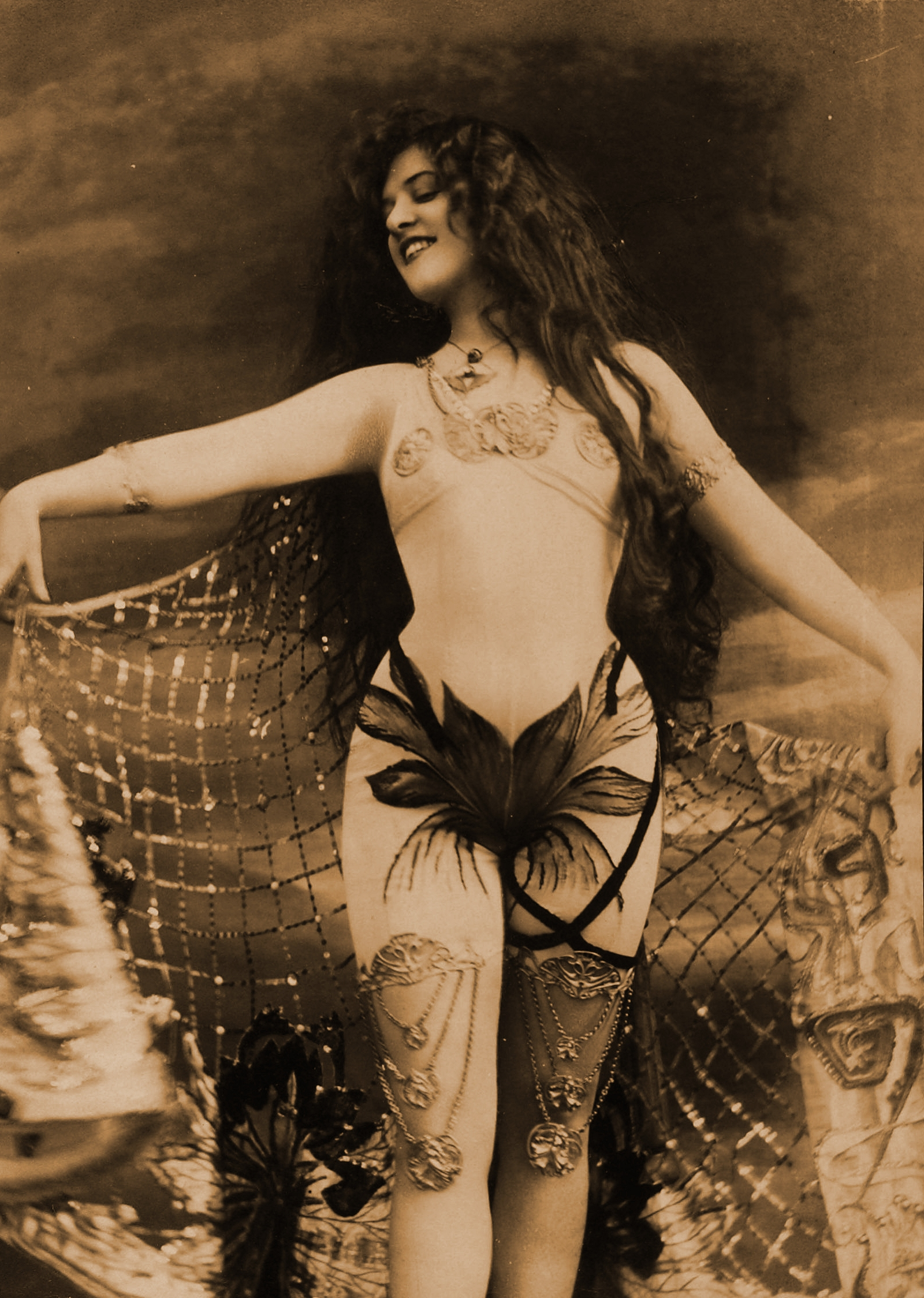
Degeus Reutlinger
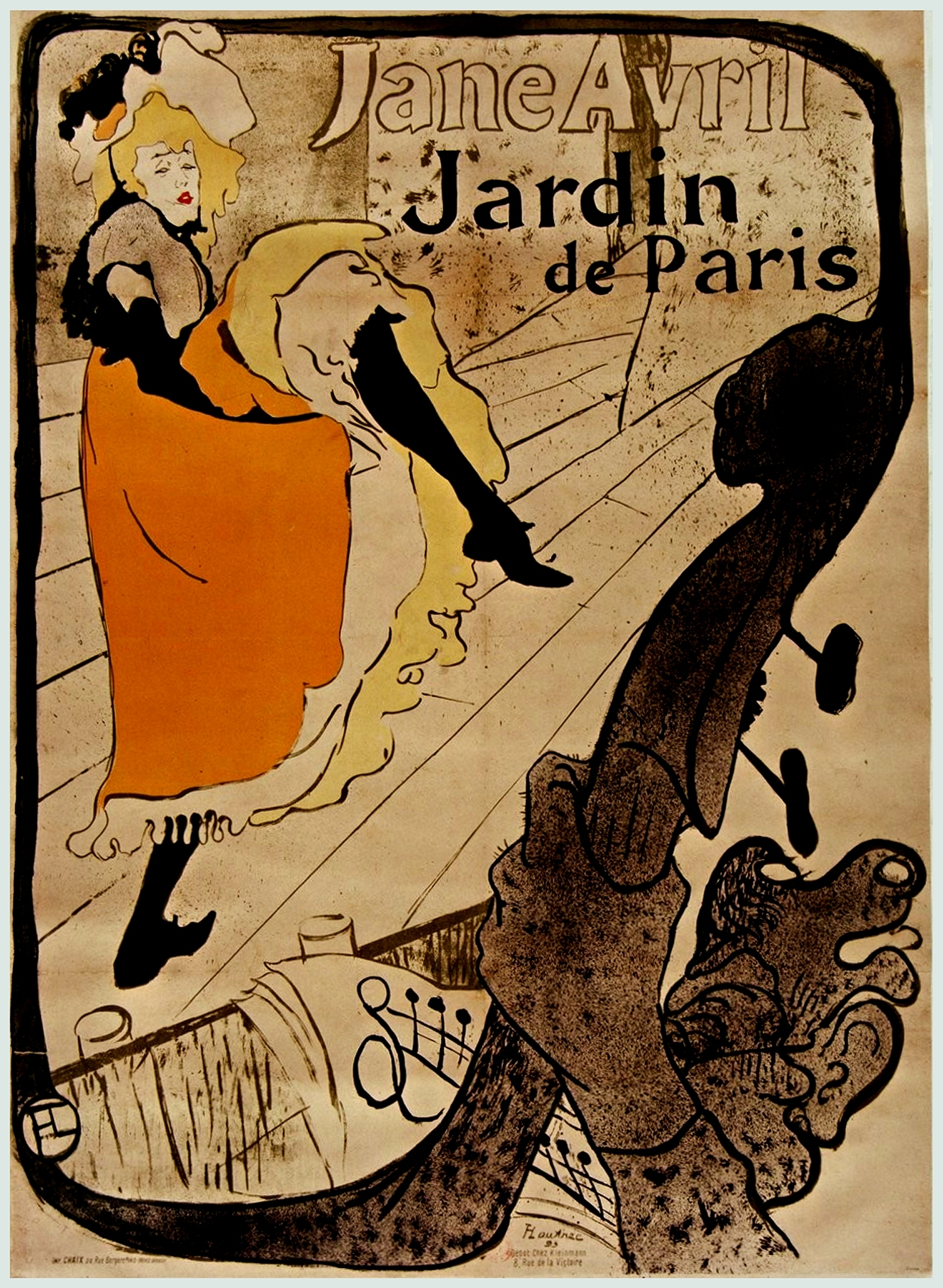
Jane Avril poster (Toulouse Lautrec)
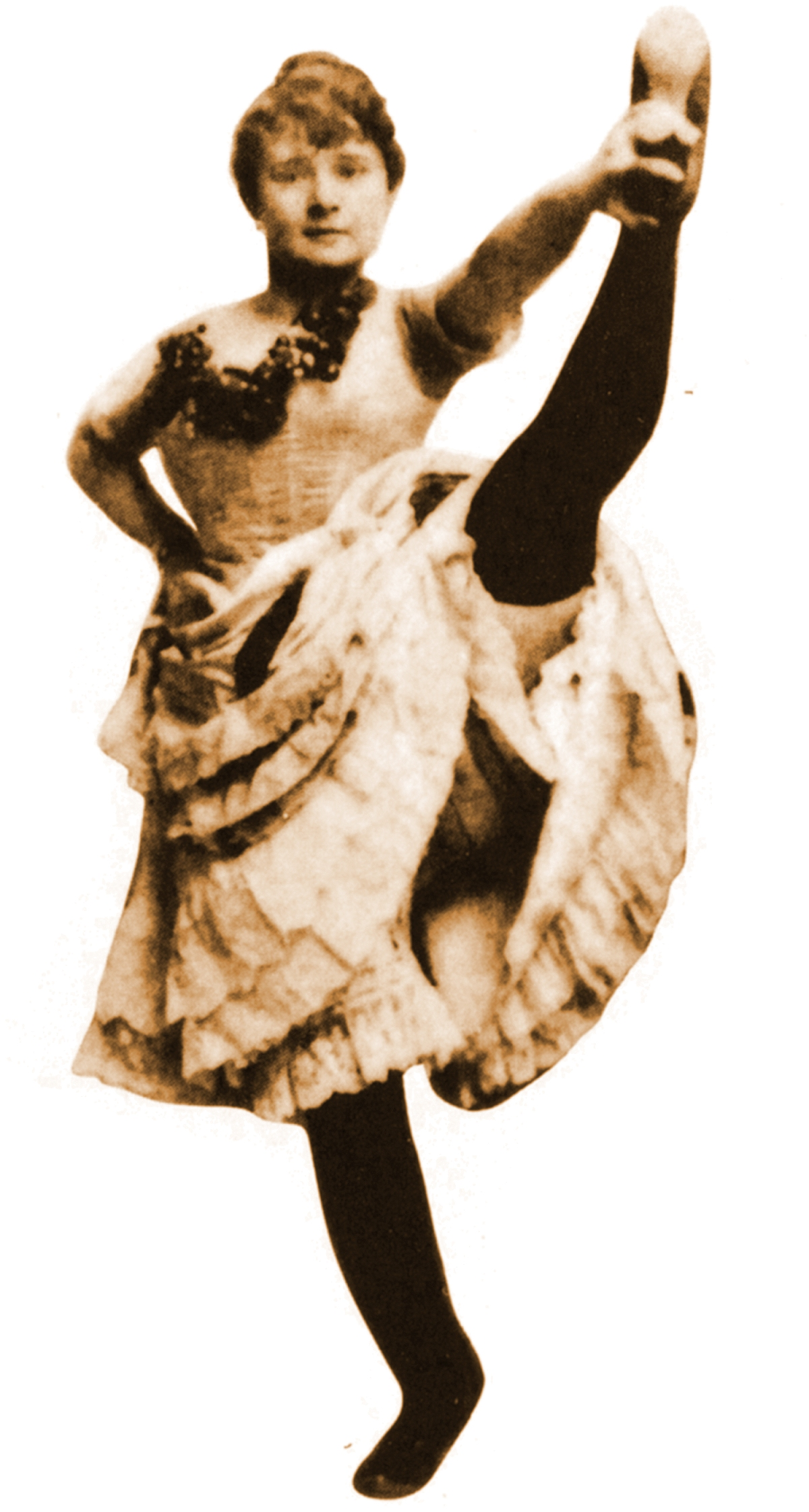
La Goulue